# Chionaema benguetana
Chionaema benguetana là một loài bướm đêm thuộc phân họ Arctiinae, họ Erebidae.